# Calliopsis coloratipes
Calliopsis coloratipes är en biart som beskrevs av Cockerell 1898. Calliopsis coloratipes ingår i släktet Calliopsis och familjen grävbin. Inga underarter finns listade.